# Chexi (sockenhuvudort i Kina, Jiangxi Sheng, lat 26,05, long 115,58)
Chexi är en sockenhuvudort i Kina. Den ligger i provinsen Jiangxi, i den sydöstra delen av landet, omkring 290 kilometer söder om provinshuvudstaden Nanchang. Antalet invånare är 23 597. Befolkningen består av 12 315 kvinnor och 11 282 män. Barn under 15 år utgör 34 %, vuxna 15-64 år 55 %, och äldre över 65 år 9,0 %.
Runt Chexi är det tätbefolkat, med 257 invånare per kvadratkilometer. Närmaste större samhälle är Yinkeng, 18,9 km norr om Chexi. I omgivningarna runt Chexi växer huvudsakligen savannskog.
Genomsnittlig årsnederbörd är 1 965 millimeter. Den regnigaste månaden är maj, med i genomsnitt 358 mm nederbörd, och den torraste är oktober, med 19 mm nederbörd.